# 上之町站
上之町站（日语：／ Kaminochō eki */?）是一位於日本岡山縣倉敷市兒島上之町二丁目，隸屬於西日本旅客鐵道（JR西日本）的鐵路車站，車站編號為JR-M11。本站以停靠普通列車為主，並只行駛至兒島站，過往曾每天有4個來回班次的普通列車是能通往四國方向；現時已取消，並只有在清晨和深宵時份，共有3.5來回的快速「Marine Liner」停靠，直通四國。

## 車站結構
本車站以簡易車站模式興建，因此雖然是高架車站，但卻沒有站房。售票機及簡易入閘機均設於地面架空橋下，入閘後沿天橋上至1樓的公共空間，未導入簡易入閘機時，這裏是自動售票機設立的位置，亦設有洗手間，由此處起便分為左右兩邊，分別前往兩邊月台。
2樓為候車月台，設有側式月台2個，除了連接樓梯口部份是設有約1列長度的上蓋外，其他均是露天部份，月台總長度達190米，有效長度為9輛，可以完全停靠多客時期的8輛編成特急列車。

### 月台配置
| 月台 | 路線                     | 方向 | 目的地         |
| ---- | ------------------------ | ---- | -------------- |
| 1    | 本四備讚線（瀨戶大橋線） | 上行 | 岡山方向       |
| 2    | 本四備讚線（瀨戶大橋線） | 下行 | 兒島、高松方向 |

## 歷史
- 1988年3月20日：本四備讃線開通，設站。

## 使用人數
| 乘客人數 | 乘客人數    |
| 年度     | 1日平均人數 |
| -------- | ----------- |
| 1999     | 340         |
| 2000     | 365         |
| 2001     | 367         |
| 2002     | 350         |
| 2003     | 390         |
| 2004     | 395         |
| 2005     | 389         |
| 2006     | 356         |
| 2007     | 377         |
| 2008     | 402         |
| 2009     | 392         |
| 2010     | 402         |
| 2011     | 421         |
| 2012     | 445         |
| 2013     | 449         |
| 2014     | 601         |
| 2015     | 701         |
| 2016     | 436         |
| 2017     | 436         |
| 2018     | 447         |
| 2019     | 449         |
| 2020     | 360         |

## 相鄰車站
※快速「Marine Liner」（只限早上、深夜的一部分列車停靠）的相鄰停靠站參見列車條目。
西日本旅客鐵道（JR西日本）
 本四備讚線（瀨戶大橋線）
木見（JR-M10）－上之町（JR-M11）－兒島（JR-M12）

## 外部連結
- JR西日本上之町站官方網站。（页面存档备份，存于）